# Syvritos
Syvritos (in greco Σύβριτος?) è un ex comune della Grecia nella periferia di Creta (unità periferica di Rethymno) con 5.644 abitanti secondo i dati del censimento 2001.
È stato soppresso a seguito della riforma amministrativa, detta Programma Callicrate, in vigore dal gennaio 2011 ed è ora compreso nel comune di Amari.

## Storia
L'antico nome di Syvritos, Sugrita, compare nelle tavole micenee scritte in lineare A e lineare B sotto "SU-KI-RI-TA".